# Parque Nacional El Veladero
Parque Nacional El Veladero är en nationalpark i Mexiko.   Den ligger i delstaten Guerrero, i den södra delen av landet, 290 km söder om huvudstaden Mexico City. Parque Nacional El Veladero ligger 440 meter över havet.